# Orchhâ
Orchhâ (ou Oraccha) est une petite ville d'Inde dans le District de Tikamgarh de l'état du Madhya Pradesh qui était la capitale de l'état princier du même nom. La ville se trouve à 15 km au sud de Jhansi (Uttar Pradesh) et 80 km de Tikamgarh, sur un plateau entouré de petites montagnes formant ainsi un site aisément défendable.

## Histoire
C'est le petit rajâ Rûdra Pratâp (1501 - 1531) qui entame le développement de la ville en construisant un palais et un pont enjambant la Betwâ, un affluent de la Yamuna qui traverse le plateau d'Orchhâ. Ces travaux furent achevés par son successeur Bharti Chand (1531 - 1554).
L'un de ses dirigeants, le rajâ Bîr Singh Déo (1605 - 1627) prit le parti du prince Salîm, le futur Jahângîr révolté contre son père Akbar, ce qui assura, à la suite de l'accession au pouvoir du premier, sa position de souverain sur la région.
Orchhâ resta capitale jusqu'en 1783 lorsque les Bundelâ la déplacèrent à Tikamgarh, et l'État princier d'Orchhâ subsista jusqu'en 1950 puis fut intégré dans les États du Vindhya-Pradesh puis du Madhya-Pradesh.

## Géographie

### Urbanisme

#### Transports
Orchhâ dispose d'une gare ferroviaire sur la ligne Jhansi-Manikpur, Uttar Pradesh (en) de la North Central Railway, qui se situe à quelques kilomètres du centre-ville.

### Démographie
En 2001, Orchha avait une population de 8501 habitants. Les hommes constituaient 53 % de la population et les femmes 47 %. Orchha avait un taux d'alphabétisation moyen de 54 %, inférieur à la moyenne nationale qui était de 59.5 % : hommes 64 % et femmes de 72 %. 18 % de la population avait moins de 6 ans.

## Dirigeants
- Râja avant les Bundelâ
  - 1048 - 1071 : Pancham Singh
  - 1071 - 1087 : Virbhadra Singh
  - 1087 - 1112 : Karanpal Singh
  - 1112 - 1130 : Kinnar Shah
  - 1130 - 1152 : Shaukan Dev
  - 1152 - 1159 : Nanak Dev
  - 1159 - 1197 : Mohanpal Singh
  - 1197 - 1215 : Abhaybhupati Singh
  - 1215 - 1231 : Arjunpal Singh
  - 1231 - 1251 : Virpal Singh
  - 1251 - 1259 : Sohanpal Singh
  - 1259 - 1283 : Sahjendra Singh
  - 1283 - 1307 : Nanak Dev II
  - 1307 - 1339 : Prithviraj Singh
  - 1339 - 1375 : Ram Singh
  - 1375 - 1384 : Ramchandra Singh
  - 1384 - 1437 : Mednepal Singh
  - 1437 - 1468 : Arjun Dev
  - 1468 - 1501 : Malkhan Singh
- Râja Bundelâ
  - 1501 - 1531 : Rudra Pratap Singh
  - 1531 - 1554 : Bharti Chand
  - 1554 - 1592 : Madhukar Shah
  - 1592 - 1604 : Ram Shah
  - 1604 - 1627 : Bir Singh Deo
  - 1627 - 1635 : Jhujhar Singh
  - 1635 - 1641 : Devi Singh
  - 1641 - 1653 : Pahar Singh
  - 1653 - 1672 : Sujan Singh I
  - 1672 - 1675 : Indramani Singh
  - 1675 - 1684 : Jashwant Singh
  - 1684 - 1689 : Bhagwat Singh
  - 1689 – 1735 : Udwat Singh
  - 1735 – 1752 : Prithvi Singh
  - 1752 – 1765 : Sanwant Singh
  - 1765 – 1768 : Hati Singh
  - 1768 – 1775 : Man Singh
  - 1775 – 1776 : Bharti Singh
  - 1776 - 1817 : Vikramajit (+1834)
  - 1817 – 1834 : Dharam Pal (+1834)
  - 1834 : Vikramajit (rétabli)
  - 1834 – 1841 : Tej Singh (+1841)
  - 1841 – 1854 : Sajjan Singh II (+1854)
  - 1854 – 1865 : Hamir Singh (+1874)
- Mahârâja
  - 1865 – 1874 : Hamir Singh
  - 1874 – 1930 : Pratap Singh (1854-1930)
  - 1930 - 1950 : Vir Singh (1899-1956)

## Monuments remarquables
Le site d'Orchhâ offre de nombreux monuments remarquables répartis en trois lieux distincts.
A l'est de la ville (25° 21′ 01″ N, 78° 38′ 39″ E) sur une île piriforme d'environ 1,5 km par 0,8 km, se trouve un ensemble de palais, de jardins, d'ouvrages fortifiés et de leurs annexes, entouré d'un réseau de murailles de 3,5 km et parcouru de voies dallées. On y accède par un pont sur la rivière Betwâ.
- Le Jahângîr Mahal est un palais construit par le Rajput Bundelâ Bîr Singh Déo en l'honneur de l'empereur Jahângîr, qui vint en visite à Orchhâ en 1606 et ne l'utilisa qu'une seule fois. Le Jahângîr Mahal est construit selon un plan rectangulaire. Les tours d'angle sont surmontées d'un dôme, tandis que deux lignes de balcons gracieux soutenus par des supports marquent les étages centraux. Le toit est couronné par huit grands dômes cannelés, avec des dômes plus petits entre eux, reliés par une balustrade ornementale. Le Jahângîr Mahal est considéré comme un spécimen singulièrement beau de l'architecture Moghole[1].
- Le Raja Mahal a été construit par le troisième raja Madhukar Shâh, qui fut défait par Akbar et exilé jusqu'à son décès en 1592. Ce palais, résidence des anciens rois d'Orchhâ, est construit sur une base carrée avec un extérieur très simple, relevé par des fenêtres et une ligne de dômes délicats le long du sommet. Des peintures murales exceptionnelles ornent les intérieurs[2].
- Le Sheesh Mahal est flanqué de chaque côté par le Raja Mahal et le Jahângîr Mahal. C'étaient des appartements royaux construits pour le roi Udwat Singh et c'est désormais un hôtel. L'intérieur de cet édifice se compose d'une immense salle à manger, impressionnante avec son haut plafond. Il ne subsiste que deux des suites royales à l'étage supérieur, offrant des vues panoramiques sur la ville.

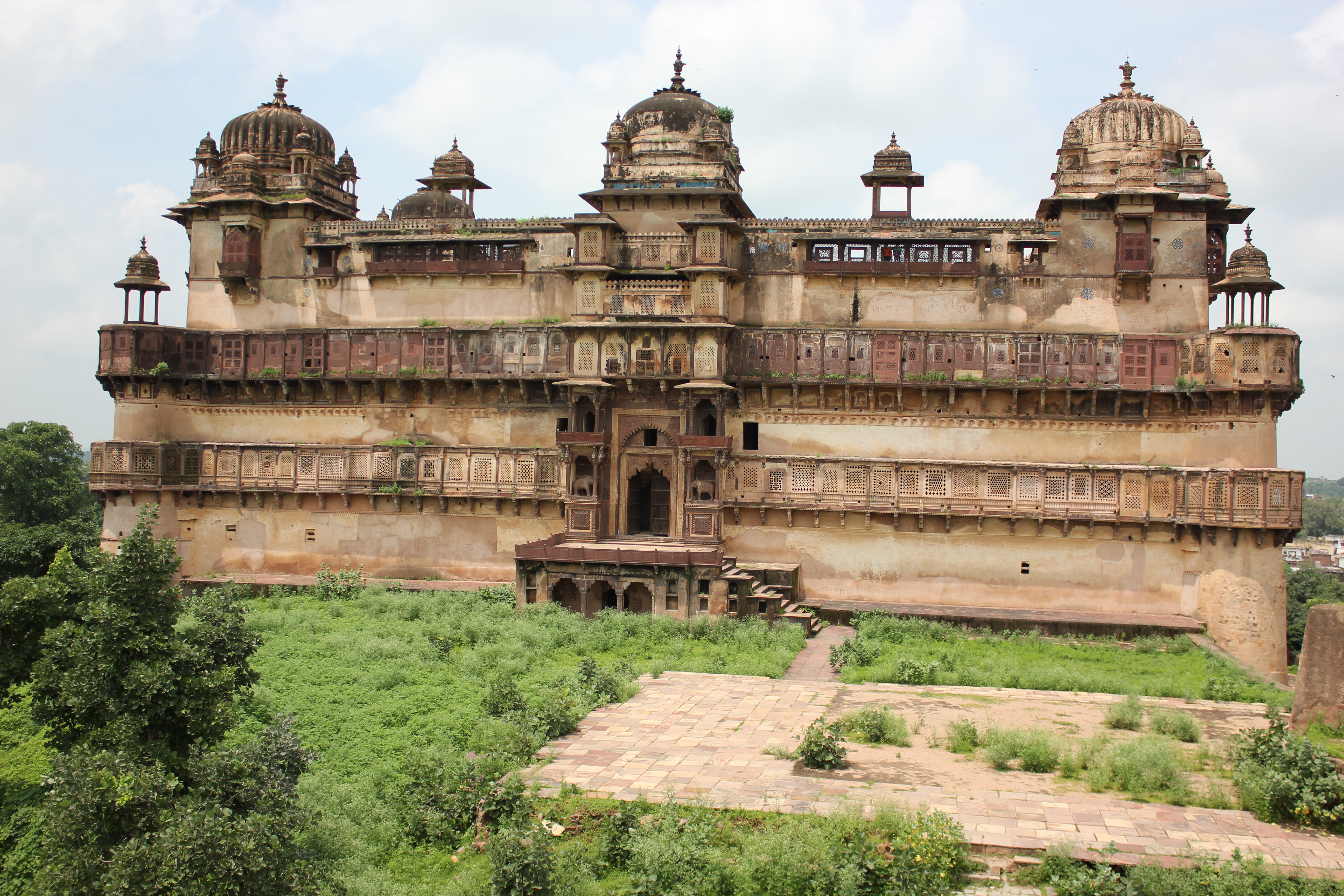
La façade du palais Jahângîr.
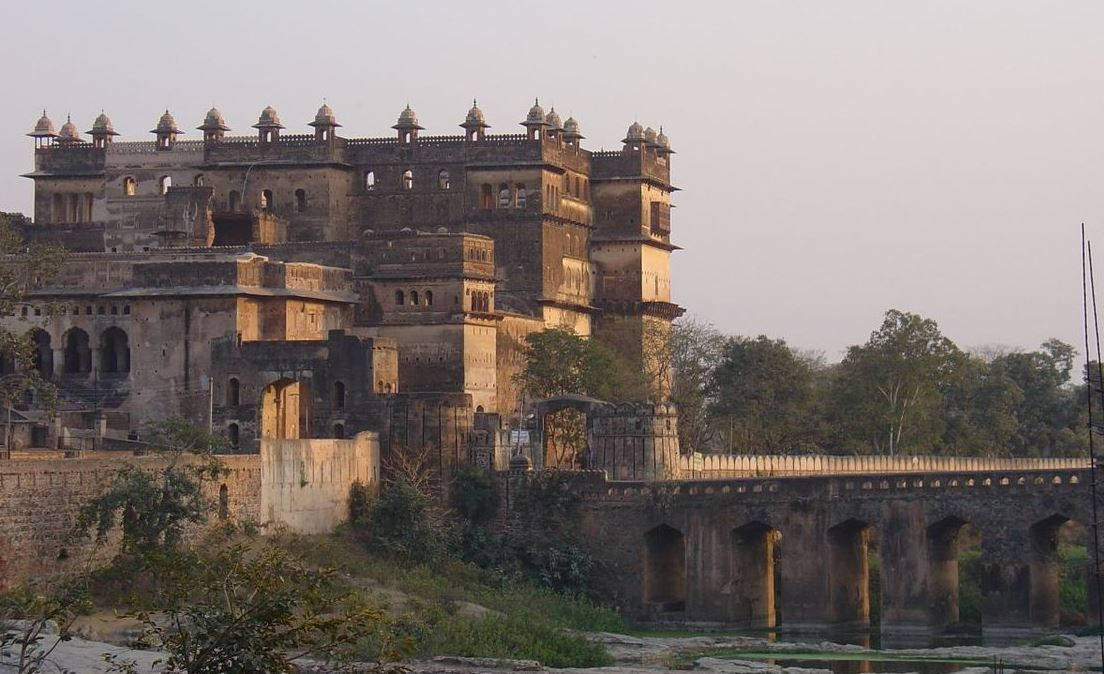
Le Raja Mahal et le pont sur la rivière Betwâ.
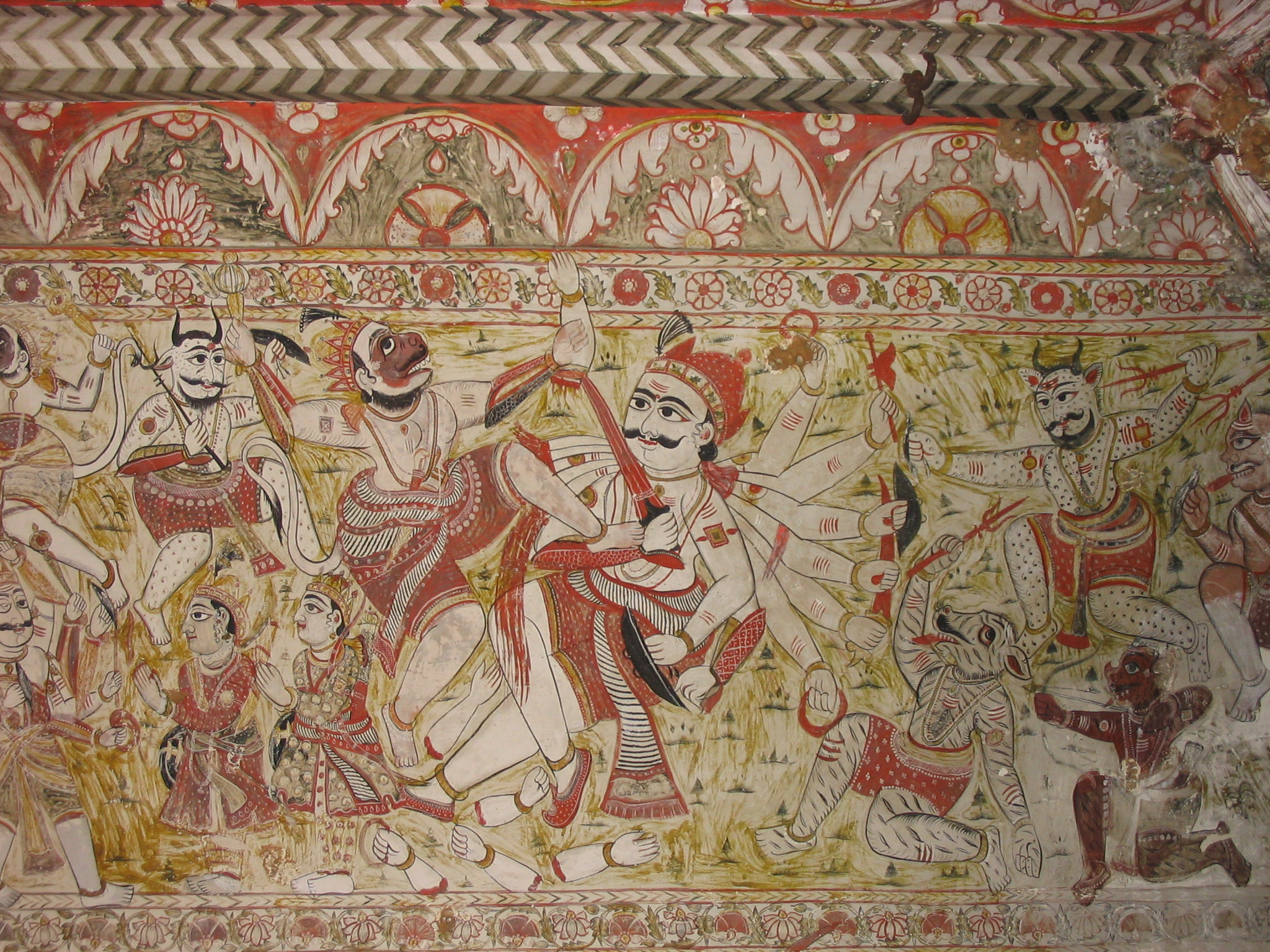
Peinture murale du Raja Mahal.
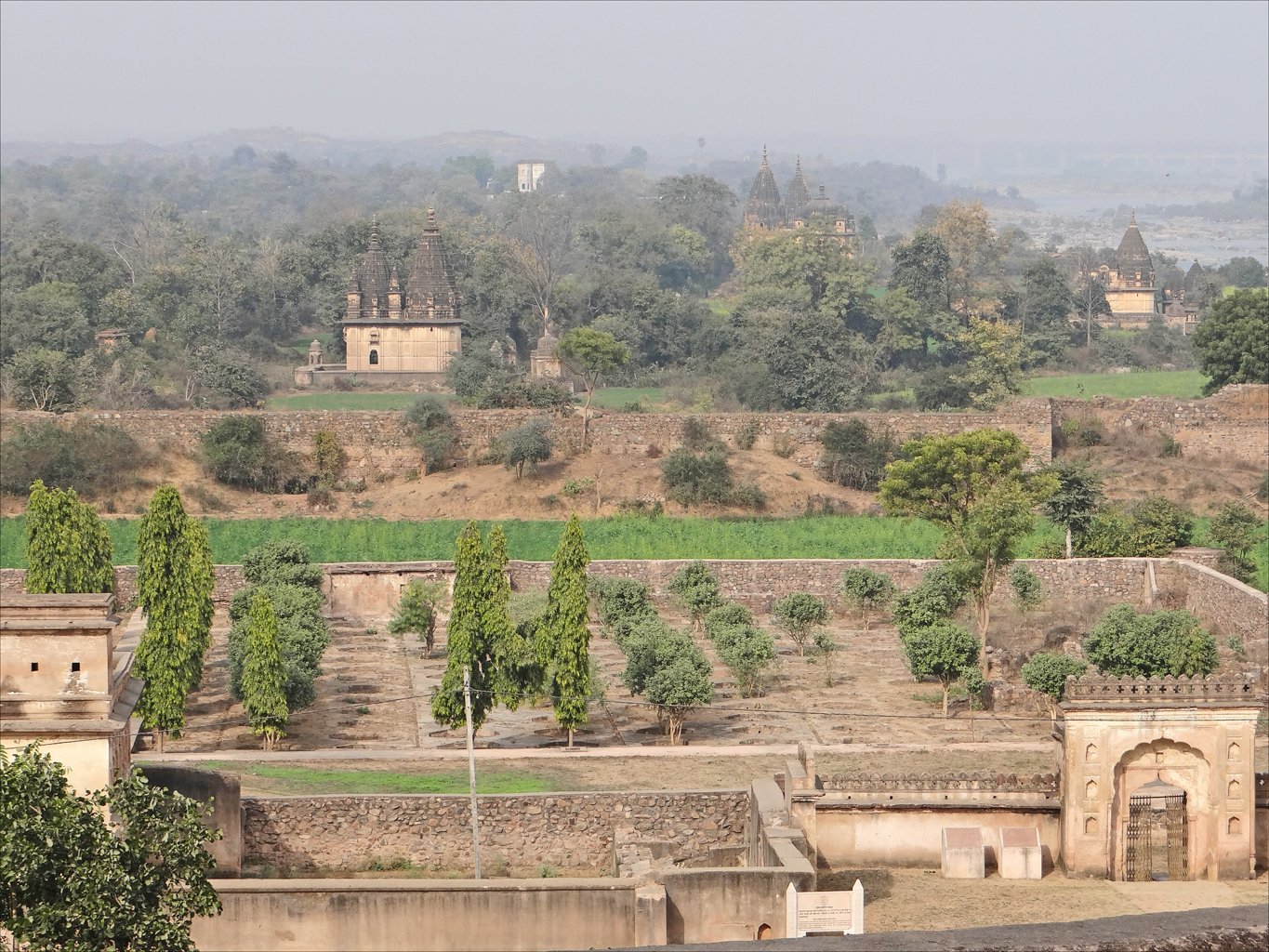
Les jardins du palais Rai Praveen.

- Le Phool Bagh - A proximité du temple Ram Raja, on trouve un jardin aménagé avec une rangée de fontaines située dans un pavillon à huit piliers. Sous ce pavillon se trouve une structure souterraine qui était la retraite d'été des rois d'Orchhâ. Ceux-ci s'y mettaient au frais grâce à une « unité de refroidissement » intelligemment construite. Cette structure, érigée selon un modèle persan, était composée de deux tours adjacentes captant le vent, appelées les piliers Sawan Bhado (les noms de deux mois du printemps dans le calendrier indien local) construits à proximité. Ces tours sont munies d'ouvertures sur le dessus de façon à capter le vent, alors que leurs parties inférieures communiquent avec un réservoir d'eau. Les tours, le système de distribution d'eau par aqueducs et le réservoir souterrain sont ingénieusement reliés au pavillon d'été. L'eau du réservoir souterrain, refroidie par les tours à vent, ruisselle en pluie sur le toit du pavillon, gardant celui-ci au frais. Cet ensemble serait le seul exemple existant d'un tel système de refroidissement en Inde[3].
- Plus au nord, le Rai Praveen Mahal a été construit par le prince Indrajit Singh. Les murs de la salle centrale sont ornés de nombreuses peintures. Le palais est combiné avec un jardin divisé en deux parties[4].

Près du centre-ville, on trouve les deux édifices les plus importants de la ville.
- Construit dans le centre-ville d'Orchhâ en face du pont qui mène au Raja Mahal, le Ram Raja Mandir est un lieu de pèlerinage hindou qui reçoit régulièrement des fidèles en grand nombre.
- Situé à 100 m au sud du Ram Raja Mandir, le temple Chaturbhuj est l'attraction principale de la ville. Dédié à Chaturbhuj signifiant "quatre-bras", le temple fût construit entre 1558 et 1573 par Madhukar Shah. La caractéristique la plus frappante du temple est le grand espace et la luminosité inaccoutumée pour l'intérieur d'un temple hindou[5].

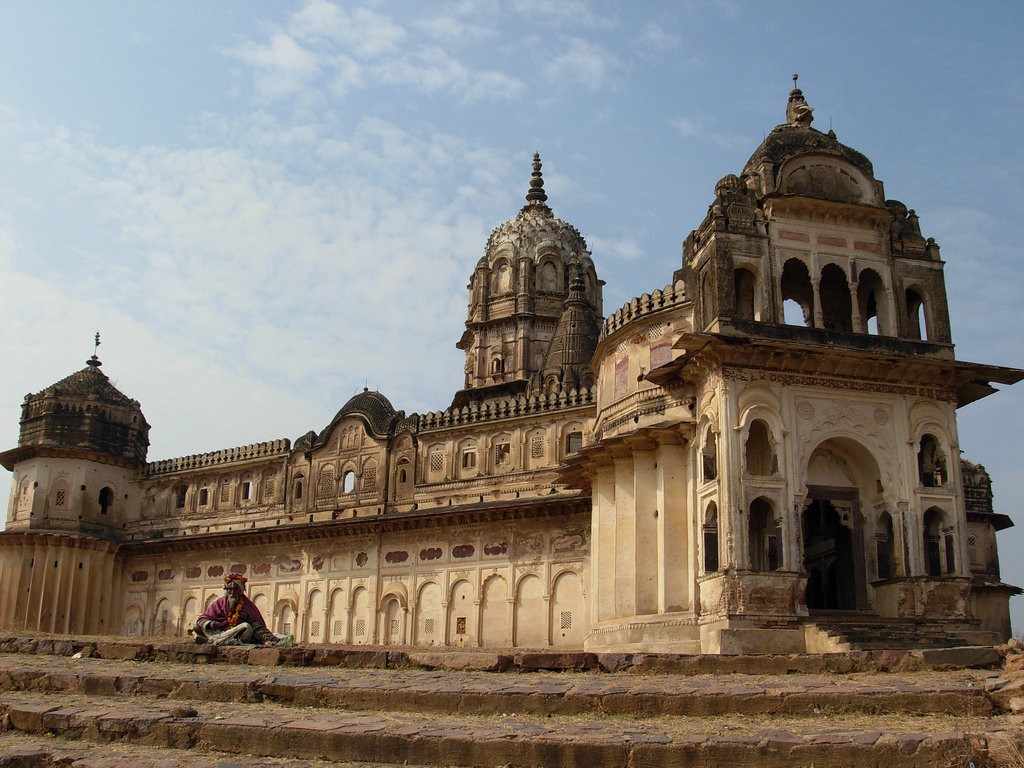
Le temple dédié à Lakshmi.
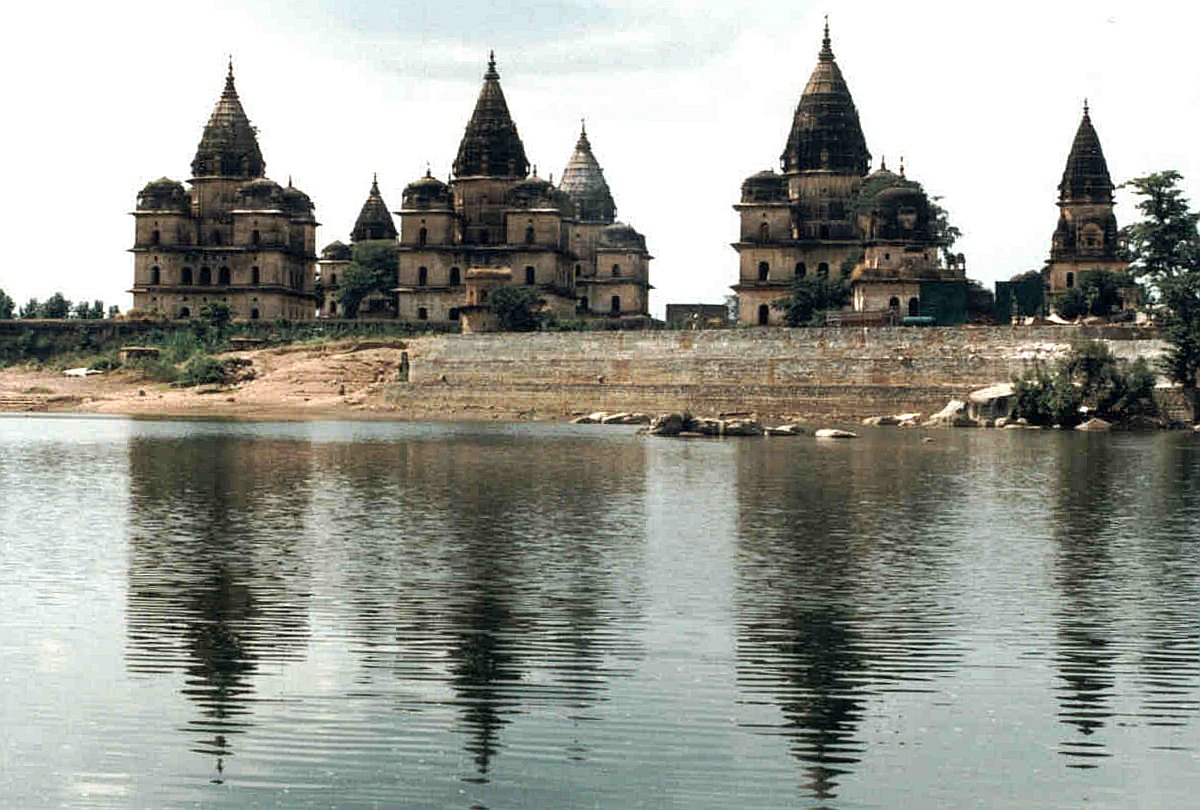
Les Chhatris au bord de la rivière Betwâ.
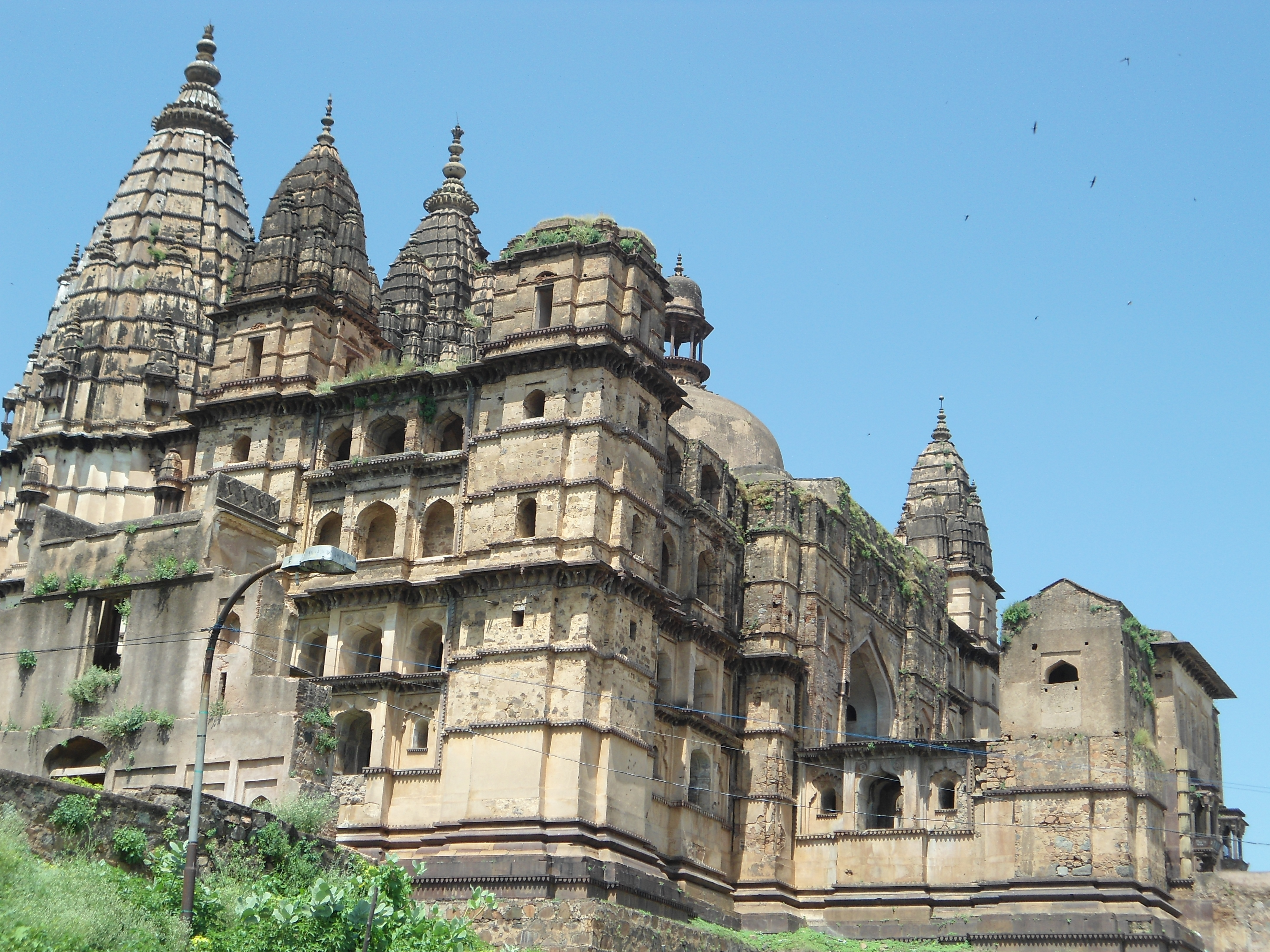
Le temple Chaturbhuj.
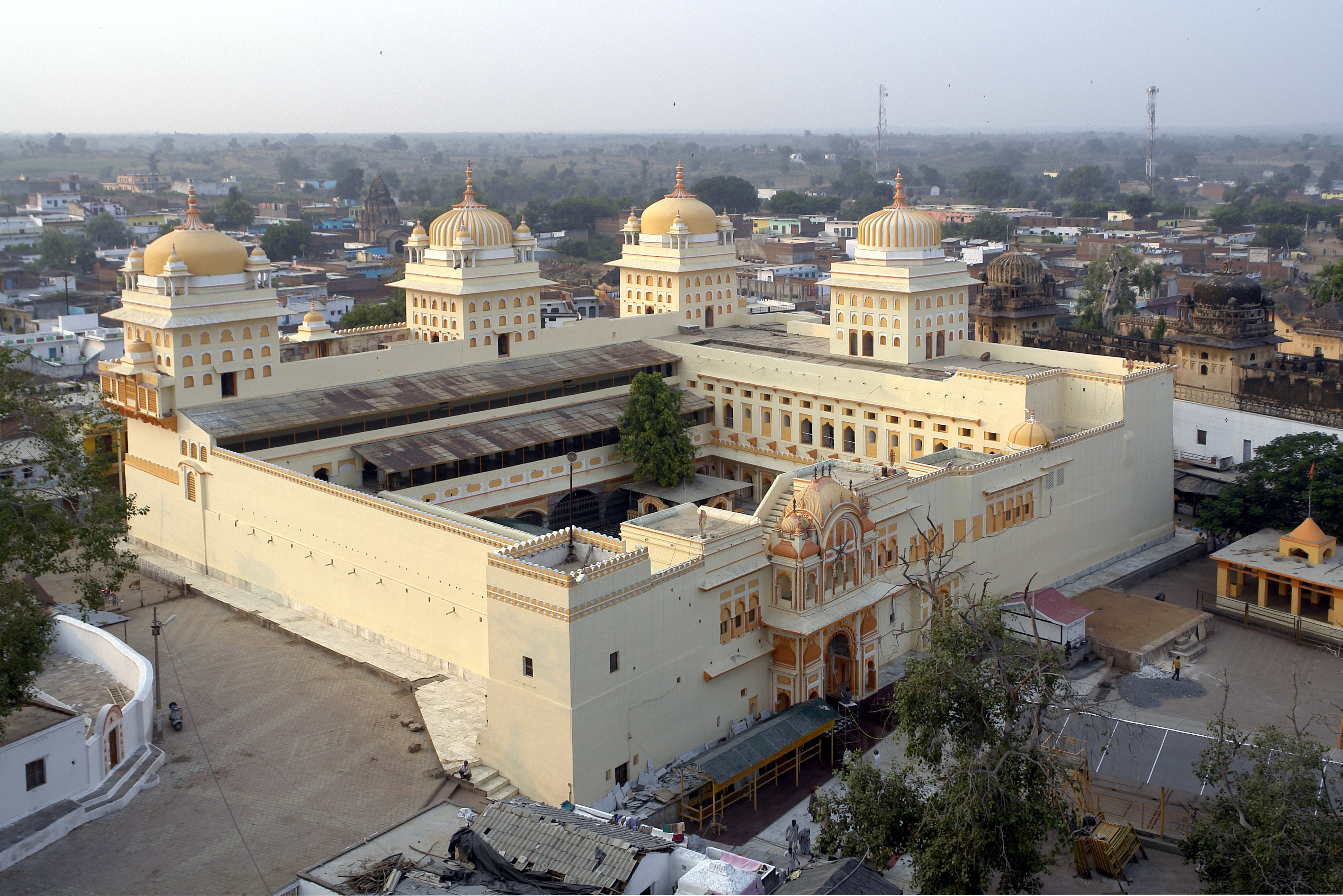
Le temple Ram Raja Mandir.

A l'extérieur de la ville, on trouve :
- Au sud (25° 20′ 39″ N, 78° 38′ 16″ E), le site des Chhattrîs (ou Chatrries). Ce sont quatorze cénotaphes érigés en l'honneur des souverains d'Orchhâ le long des Kanchana Ghats sur les rives de la Betwâ. De style indo-moghol, ces bâtiments de trois étages sont ouverts de tous les côtés et ont des toits en dômes ou en pinacles. La plupart sont de plans similaires, sauf celui à la mémoire du roi Bîr Singh Déo dont le règne est considéré comme l'âge d'or d'Orchhâ[6].

Bien que construits comme s'ils devaient être habités, ces impressionnants édifices sont entièrement vides à l'exception des tombes qu'ils contiennent.
- A l'ouest (25° 21′ 10″ N, 78° 37′ 51″ E), le temple de Laxminarayan (ou Lakshmi Narajan), dédié à la déesse Lakshmi est un mélange atypique d'architecture militaire et religieuse. Il est relié au temple Ram Raja par un chemin dallé. Le temple a été érigé en 1622 par Bîr Singh Déo, puis reconstruit par Prithvi Singh. Le temple a un plan rectangulaire avec quatre bastions à plusieurs côtés à ses quatre coins. A l'intérieur on trouve des peintures murales  dont de célèbres peintures de mutineries[7].

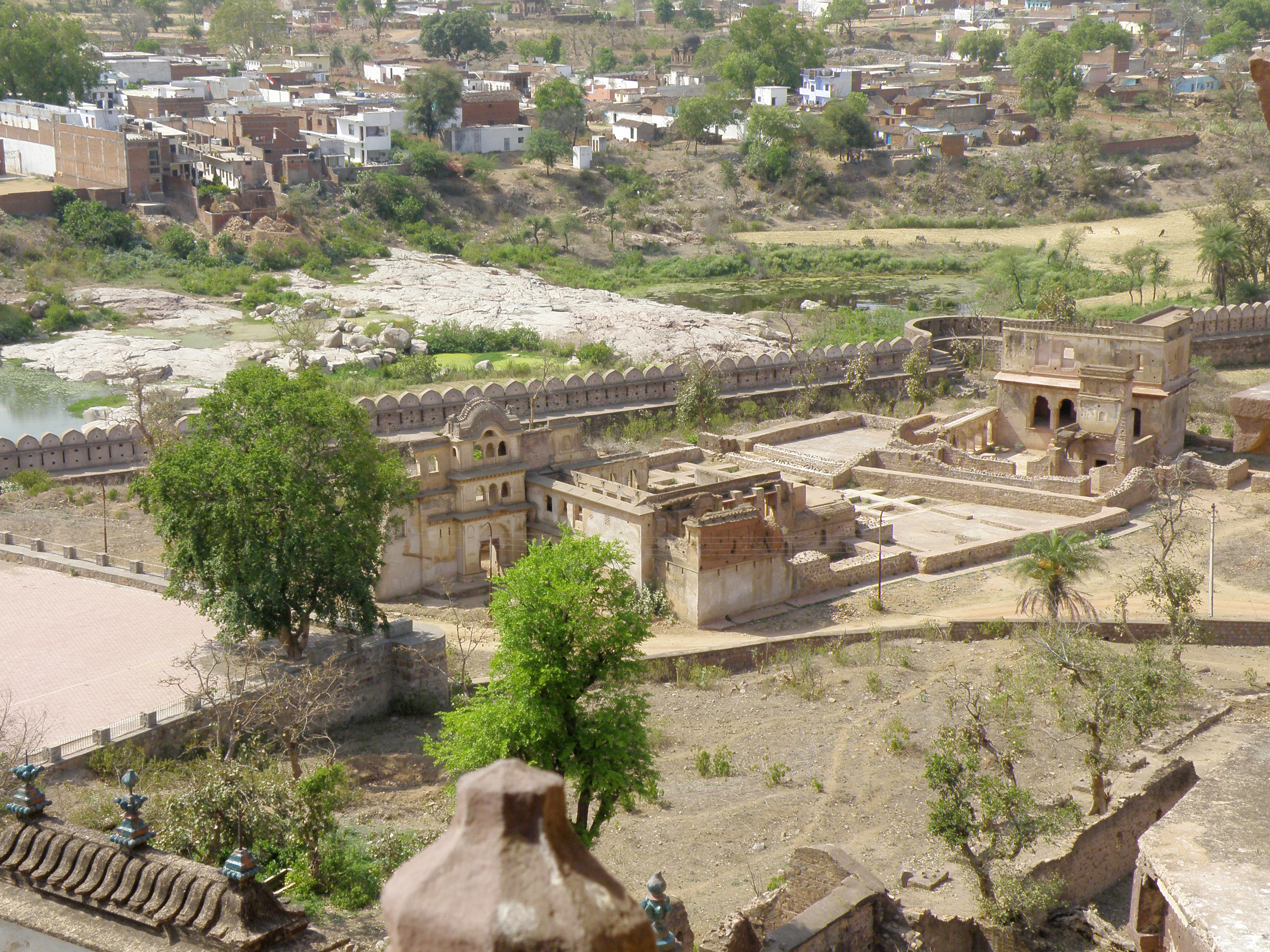
Les fortifications de la cité royale
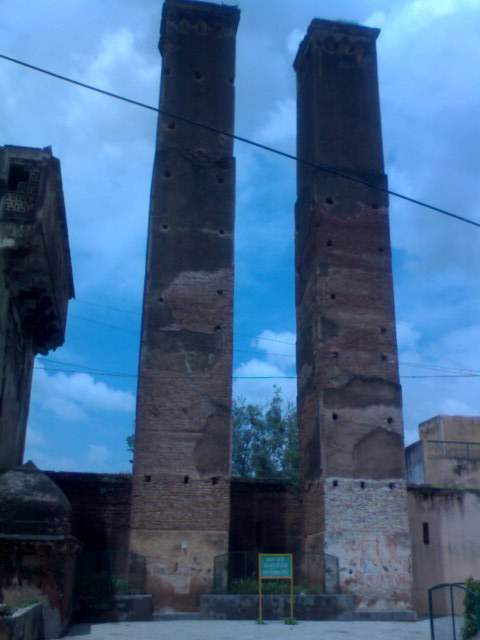
Les tours à vent.
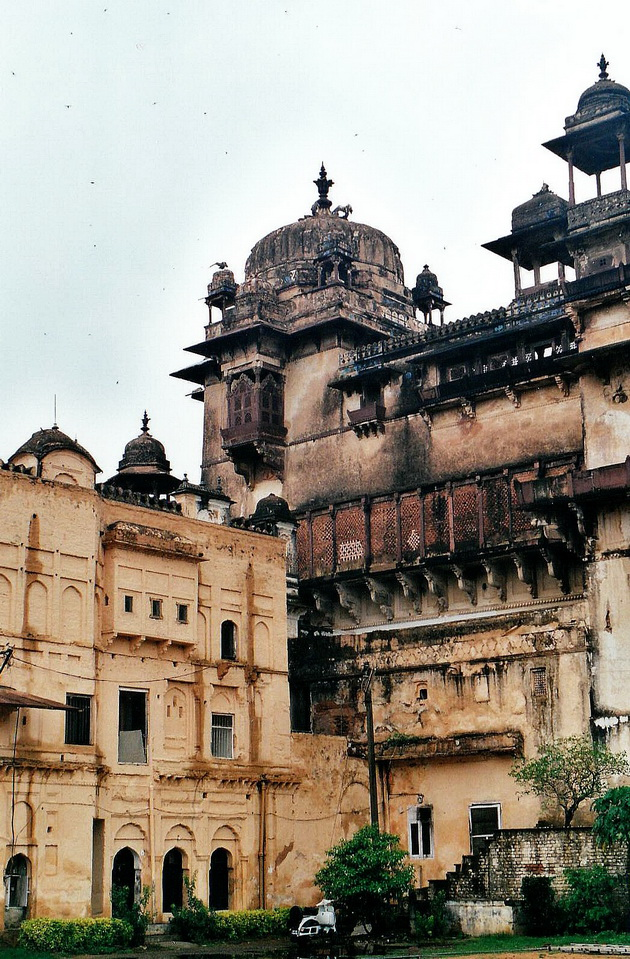
Le Sheesh Mahal devant le Raja Mahal.
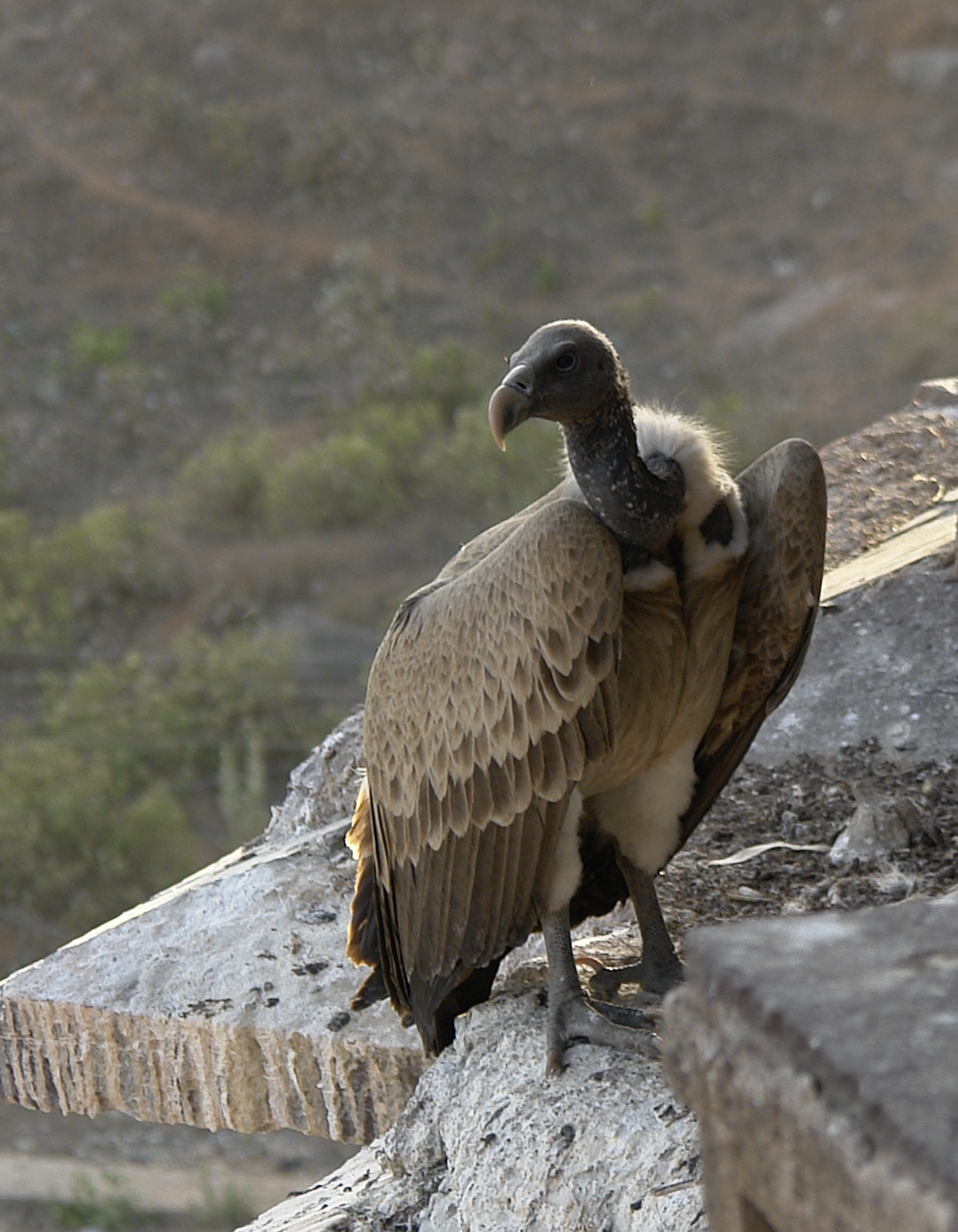
Les vautours nichent aux sommets des tours des palais.
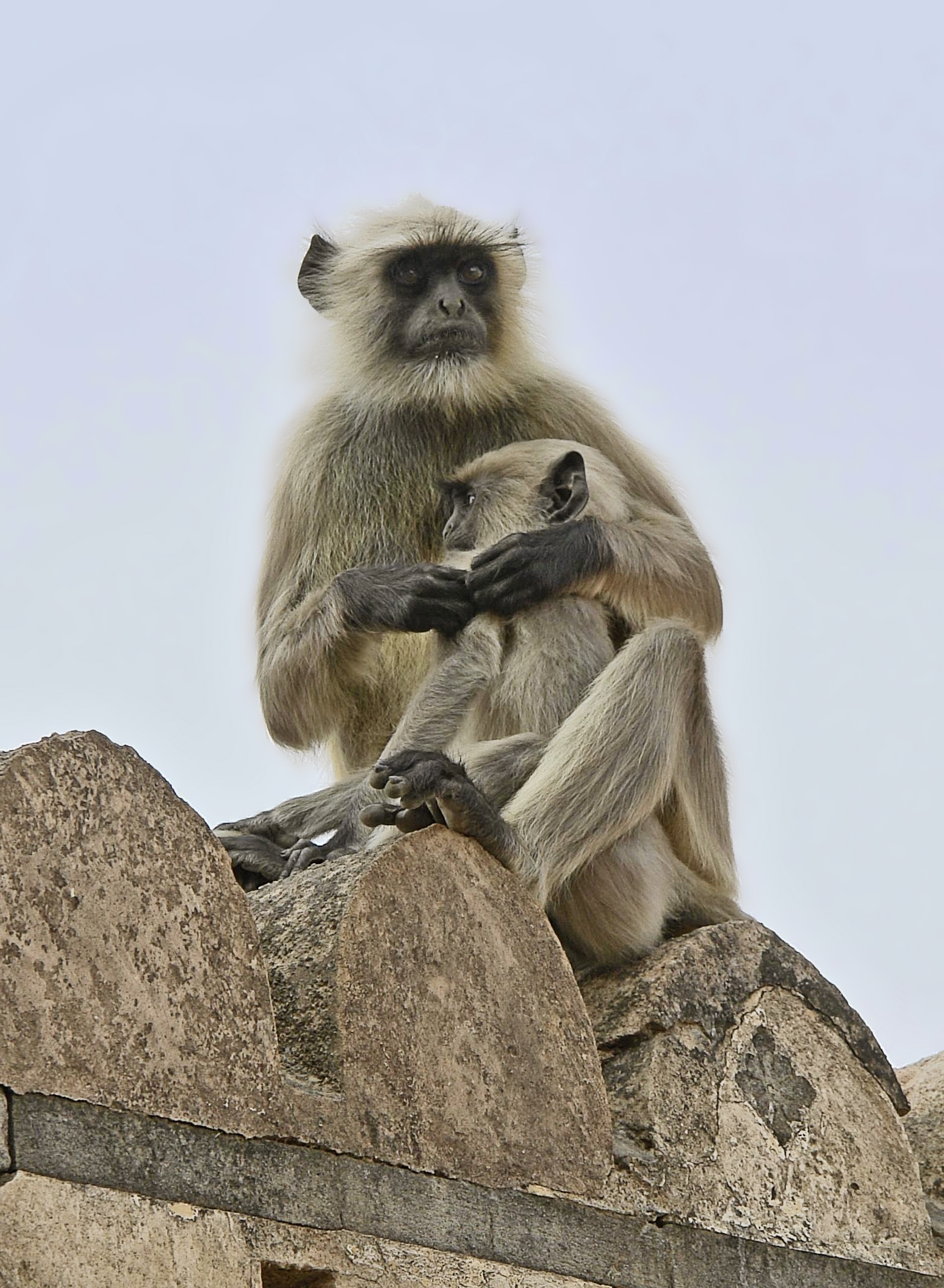
Les toitures sont le royaume des langures.